# 310-е годы
310-е (три́ста деся́тые) го́ды по юлианскому календарю — промежуток времени с 1 января 310 года по 31 декабря 319 года, включающий 310 год 1-го десятилетия   и с 311 по 319 годы    2-го десятилетия IV века 1-го тысячелетия.  Они закончились 1706 лет назад.

## События
- Константин I Великий (272—337) стал августом после победы в Битве у Мульвийского моста (312), упразднил преторианцев, вёл войны с правителем восточных территорий Римской империи — Лицинием.
- Христианство перестало быть запрещённым в Римской Империи после принятия Миланского эдикта (313) о веротерпимости. При правлении Константина принимаются законы об освобождении церкви от повинностей и налогов, защищающие рабов и заключённых, запрещающие казни на распятии и гладиаторские бои.
- Первый вооружённый конфликт между различными христианскими движениями (317): донатисты в союзе с циркумцеллионами в Африке преследуются армией Константина.
- Хунну захватили столицу Китая Лоян (311), новая столица Чанъань также пала (316), остатки двора династии Цзинь бежали на юго-восток, где основали государство Восточная Цзинь (317—420).
- Государство Паллавов основано на юге Индии (315—898)[1][2].

## Культура
- Середина 310-х годов — палестинцец св. Иларион посетил в пустыне св. Антония и, вернувшись в Палестину, стал первым отшельником в Палестине.